# Spodoptera peruviana
Spodoptera peruviana är en fjärilsart som beskrevs av Walker 1865. Spodoptera peruviana ingår i släktet Spodoptera och familjen nattflyn. Inga underarter finns listade i Catalogue of Life.